# Zanac
Zanac (ザナック) est un jeu vidéo de type shoot 'em up développé par Compile et édité par Pony Canyon, sorti en 1986 sur MSX et NES. Des versions améliorées sortent sur MSX2 (Zanac EX) et PlayStation (Zanac X Zanac).

## Postérité
En 2018, la rédaction du site Den of Geek mentionne Zanac X Zanac en 52e position d'un top 60 des jeux PlayStation sous-estimés : « Sorti discrètement en 2001, quand les shoot 'em ups en 2D étaient tombés en disgrâce, Zanac X Zanac est une sorte de collector aujourd'hui. »